# Edmond About

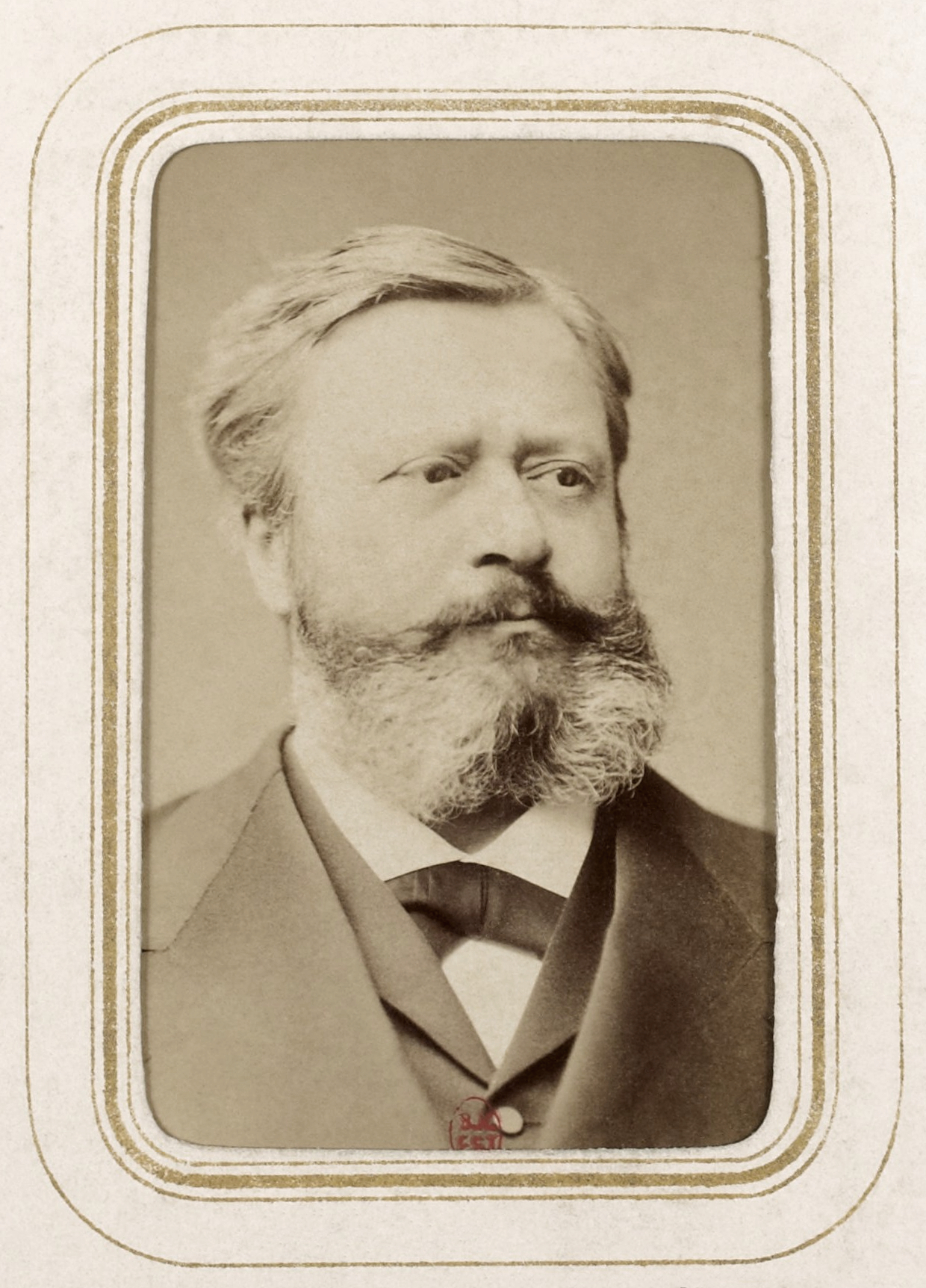
Edmond About ca. 1880

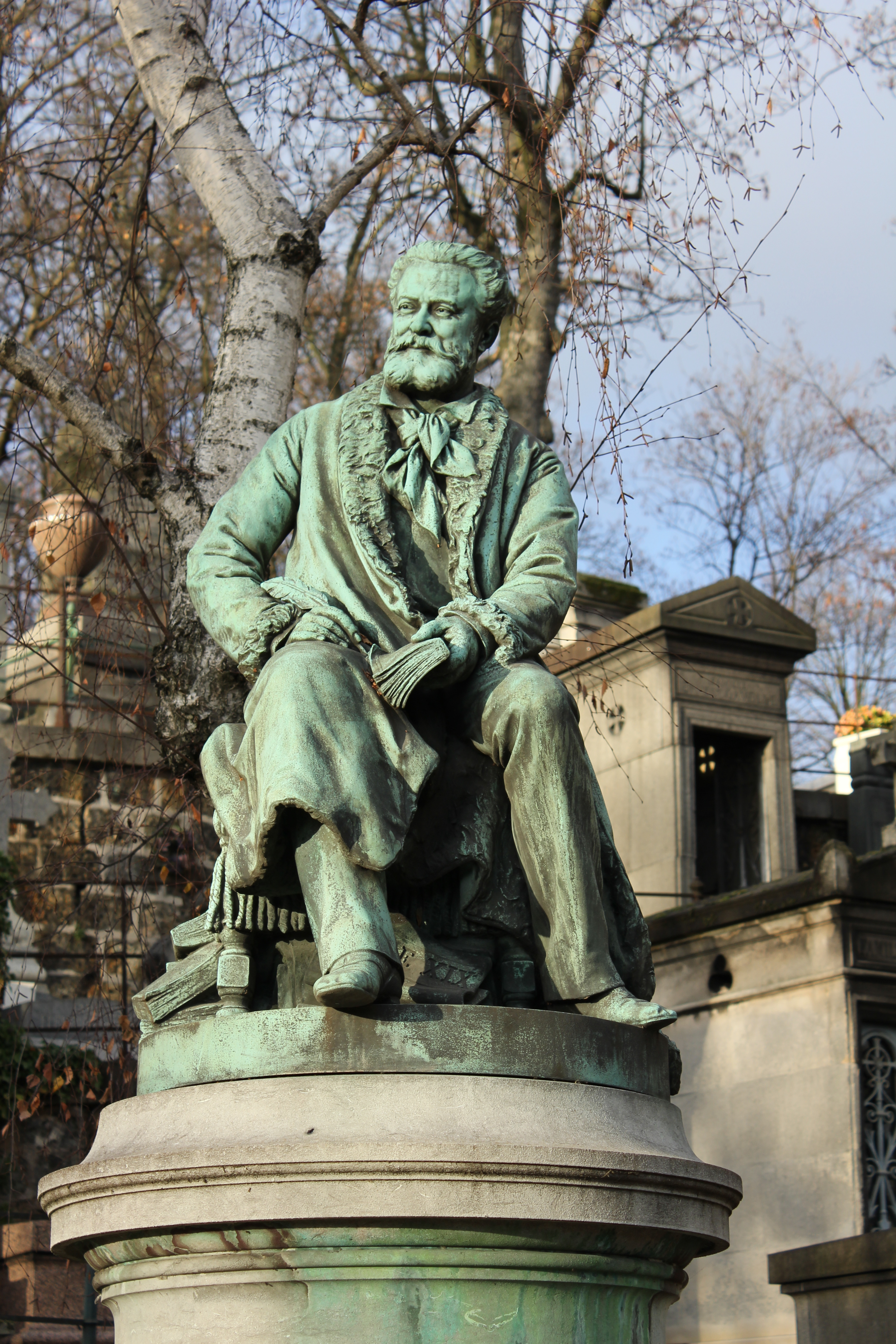
Abouts Grab auf dem Père-Lachaise

Edmond François Valentin About (* 14. Februar 1828 in Dieuze; † 16. Januar 1885 in Paris) war ein französischer Schriftsteller.

## Leben
About war in Paris Schüler am Lycée Charlemagne und studierte an der École normale supérieure. Mit 23 Jahren besuchte er die Französische Schule in Athen und interessierte sich während seines Aufenthalts in Griechenland sehr für Archäologie. 1853 kehrte er wieder nach Frankreich zurück und ließ sich in Paris als Schriftsteller nieder.
1854 veröffentlichte About – als eine seiner frühesten Arbeiten – eine Denkschrift mit dem Titel L’île d’Égine. Es folgten in kurzem Abstand Werke, wie La Grèce contemporaine (1853), Tolla Feraldi (1855) u. a. Seinen Durchbruch erzielte er 1855 mit seiner Kunstkritik Voyage à travers l’exposition des beaux-arts anlässlich der Weltausstellung. Sein schriftstellerischer Schwerpunkt tendierte aber in diesen Jahren zur Belletristik. Mit Novellen wie Les mariages de Paris (1856), Paris royale (1857) oder den Romanen Le roi des montagnes (1856) und Germaine (1857) konnte er Leser und Kritiker begeistern.
1858 hielt sich About für einige Wochen in Rom auf. Einen Bericht darüber veröffentlichte er im darauffolgenden Jahr unter dem Titel La question romaine. Von der offiziellen Literaturkritik wurde daraufhin als „der neue Voltaire“ bezeichnet. Dieser Beiname wurde im Laufe der Zeit zu Abouts Ehrentitel. Ab 1861 schrieb About für das Feuilleton der Tageszeitung L’Opinion nationale. Unter dem Titel Lettres d’un bon jeune homme à sa cousine Madeleine erschien regelmäßig einmal wöchentlich ein Bericht, in dem er sich politischen und sozialen Problemen widmete. Von seinem Verleger wurden diese Kolumnen später gesammelt in Buchform veröffentlicht.

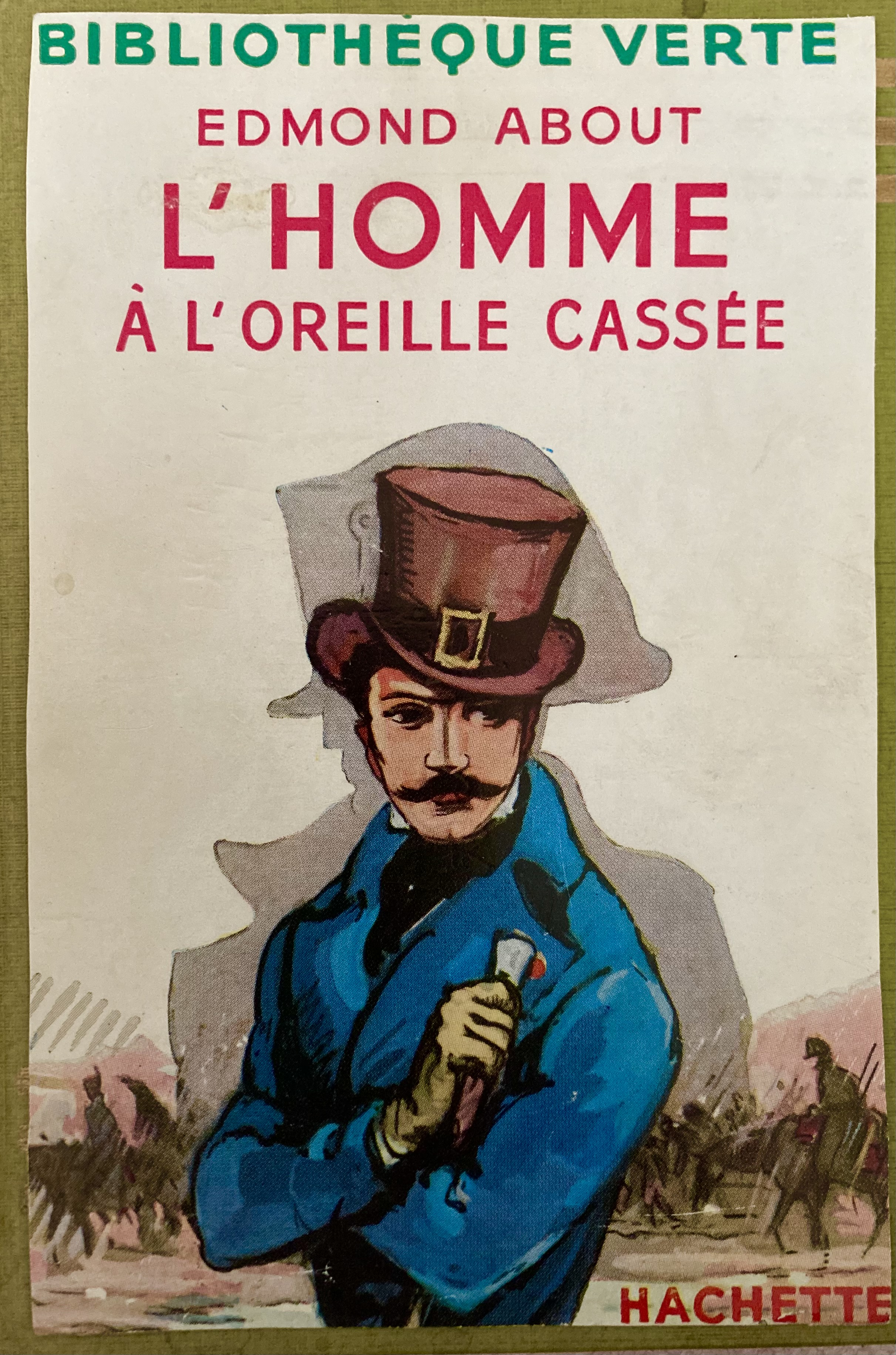
Edition des Romans aus 1934 (Umschlag)

Neben seinen Novellen und Romanen versuchte sich About auch an dramatischen Werken, mit denen er aber kaum nennenswerte Erfolge verzeichnen konnte. About unternahm 1869 eine längere Reise nach Ägypten, um am 18. März an der feierlichen Eröffnung des Sueskanals teilzunehmen. Seine anschauliche Schilderung darüber findet sich in seinem Werk Le Fellah, das noch im selben Jahr erschien.
About gehörte zu den Schriftstellern, die sich dem Zweiten Kaiserreich angeschlossen hatten. Daher genoss er auch die besondere Gunst von Kaiser Napoléon III., der ihn öfters zu Festlichkeiten auf sein Schloss nach Compiègne einlud. Höchstwahrscheinlich auf Wunsch des Kaisers folgte About 1870 bei Kriegsausbruch dem Marschall von Frankreich, General Patrice de Mac-Mahon, in dessen Hauptquartier nach Straßburg als Kriegsberichterstatter der Pariser Zeitung Soir.
Die erste Zeit nach Kriegsende schrieb About weiter für die Soir und griff in seinen Artikeln vehement die Ultramontanen an. Als gemäßigter Republikaner gründete er zusammen mit Francisque Sarcey das Blatt XIXe Siècle und stand der Zeitung auch als Chefredakteur vor. So begeistert er früher ein Parteigänger Kaiser Napoléons III. gewesen war, so vehement bekämpfte er nach dessen Absetzung die neue Regierung und ihren ersten Präsidenten Adolphe Thiers.
Einer seiner letzten Romane war Roman d’un brave homme, in dem er sich gegen den Naturalismus und seine Vertreter, wie Émile Zola u. a. aussprach. Beim Publikum wie auch bei der Kritik fiel dieser Roman durch, da man About unterstellte, nur auf den Erfolg seiner Kollegen neidisch zu sein. 1884 erfuhr About die größte Ehrung seines Lebenswerks; er wurde als Nachfolger von Jules Sandeau als Mitglied in die Académie française aufgenommen. Im selben Jahr erschien auch sein Bericht über die Jungfernfahrt des Orient-Express, an der er 1883 als Gast von Georges Nagelmackers teilgenommen hatte. Im darauffolgenden Jahr starb er, vier Wochen vor seinem 57. Geburtstag, am 16. Januar 1885 in Paris.

## Werke (Auswahl)
- L’île d’Égine. Paris 1854.
- La Grèce contemporaine. Paris 1853.[1] als e-Datei der 5. Auflage, Librairie de L. Hachette & Cie, Paris 1863:gallica.bnf.fr (PDF; 13 MB)
- Tolla Feraldi. Paris 1855.
- Les mariages de Paris. Paris 1856.
- Paris royale. Paris 1856.
- Le roi des montagnes (1856)
- Germaine (1857)
- Les échasses de maître Pierre (1858)
- La question romaine. Brüssel 1859.
- L’homme à l’oreille cassée (1862)
- Le nez d’un notaie (1862)
- Le cas de Mr. Guérin (1862)
- Madelon (1863)
- Trente et quarante (1865)[2]
- La vieille roche (1865), 3 Bde.
- L’Infâme (1867)
- Les mariages de province (1868)
- Le Fellah (1869).
- Le progrès (1864)
- Les questions d’argent (1865)
- Causeries (1865–1866), 2 Bde
- L’assurance (1866)
- ABC du travailleur (1868)
- Alsace 1871–1872 (1872)
- Roman d’un brave homme (1880)
- De Pontoise à Stamboul (1884)